# Premios Hugo al Teatro Musical
Los Premios Hugo al Teatro Musical, son los premios otorgados anualmente por la Asociación Civil Premios Hugo en Buenos Aires (Argentina). El premio lleva el hombre Hugo en honor al maestro Hugo Midón, prestigioso director y creador en el género musical.

## Objetivos
El principal objetivo de la Asociación Civil Premios Hugo al Teatro Musical es el desarrollo y el estímulo de toda forma de teatro musical. Es decir, espectáculos que incluyan a la música y a la coreografía como evento narrativo que implique avance de acción intentando abarcar todas sus formas (por ejemplo: comedia musical, café concert, music hall, varieté musical, unipersonal musical, teatro infantil y/o juvenil, etc.).
El propósito de distinguir lo mejor a través de los premios se extiende a la excelencia en la educación, el perfeccionamiento de notables y la formación que pueda seguir elevando los conocimientos sobre el género en Argentina. Por otra parte, entre sus objetivos, la asociación anualmente deberá designar un jurado que podría ser renovable. Con este propósito se daría inclusión a especialistas en teatro musical o infantil, periodistas especializados, escuelas y distintas entidades, que además de sus conocimientos del género puedan tener una mirada objetiva y afectiva. A su vez, una vez por año, el jurado creará una Comisión Fiscalizadora integrada por cuatro miembros de ese jurado quienes asegurarán la transparencia en las votaciones.
A través de los lineamientos estipulados por los miembros de la Asociación Civil, el jurado debatirá sobre las acciones y metodologías a seguir con respecto a la votación. Los únicos miembros que podrán ser partes del jurado son el presidente o el vicepresidente si éstos no estuvieran implicados directamente con algún espectáculo en cartel. Las categorías a premiar, la cantidad de nominados y todas las decisiones de la premiación serán decisión absoluta del jurado, con la aprobación final del presidente de la Asociación Civil.

## La Asociación Civil
- Presidente: Ricky Pashkus
- Tesorero: Carolina Argiro
- Secretario: Gonzalo Castagnino
- Coordinación de Jurados: Ana Padilla- Maite Giribaldi Pochat
- Vocales: Sergio Arroyo - Daniel Falcone - Pablo Gorlero
- Vocales Suplentes: Maximiliano López - Tommy Pashkus - Diego Rodríguez
- Comisión Fiscalizadora: Vanesa Palermo - Florencia Boglietti - Agustín Salvador - Estanislao Otero Valdez
- Asociados: Liliana Caneda Torres - Alan Martín Gejtman - Roberto Antier - Rosana Laura Rodríguez - María Agustina Pérez McDonnell - Dario Soldera - Laura Verna - Rosana Orozco - Hugo Guirado - Juan Cruz Cielli - Javier Cantero - Claudia Santoro - María Eugenia Oviedo - Pablo López - Carolina Arellano - Cristina Romero - Carolina Barravecchia - Daiana Aguirre - Fátima Chamorro - Florencia Boglietti - Marcelo Perosi - María Alejandra Cuello - Nelson Almiron - Roxana Boyer - Silvana Álvarez - Ana María Pérez - Claudio Fernández - Juan Manuel Asurrey - Alejandro López Aguirre- Andrea Tedeschi Demarco

## El Jurado
El selecto jurado está integrado por Ana Padilla, Andrea Marrazzi, Antonio Alcayaga, Axel Drimer, Axel Escudero, Carlos Manuel Fernández, Cristian Witte, Darío Martínez, Juan Sagni (Escuela Proscenio Archivado el 13 de marzo de 2013 en Wayback Machine.), Federico Irazábal, Gabriela Baby, Gastón Olivera,  Gustavo Lladós, Inés Tenewicki, Jimena Olivari, Jorge Montiel, Juan Garff, Lala Mendía (por Río Plateado Ctro de Formación Teatral), Maite Giribaldi (por Esc. de la Galera Encantada), Marcelo Isse Moyano (por IUNA), Marcelo Sycz (por Escuela Protagonista), María Concepción César (por Asociación Argentina de Actores), Mariana Latamendia (por Escuela Valeria Lynch), Mariano Demaría, Marisa Rojas, Martín Pacheco (por Estudio JB), Mónica Berman, Mónica Guilhaumont, Nora Lía Sormani, Norberto Vázquez Freijo, Pablo Gorlero, Pablo Scholz, Pablo Sirvén, Paula Schapiro, Roberto Perinelli (por Argentores), Rodrigo Ures, Shula Maiselman, Susana Freire, Vivian Urfeig, Tomás Caia, Ximena Biosca.

## Comisión de Honor
Integran la Comisión de Honor, desde la cual apoyan, supervisan y difunden este proyecto:
- China Zorrilla
- Magdalena Ruiz Guiñazú
- Pepe Cibrián Campoy
- Víctor Hugo Morales
- José Pablo Feinmann
- Fernando Bravo

## Categorías
| Obras de Teatro - Mejor musical - Mejor musical off - Mejor music hall, café concert y/o varieté musical - Mejor espectáculo musical para un solo intérprete - Mejor musical infantil/juvenil Categorías de interpretación - Mejor actuación protagónica femenina - Mejor actuación protagónica masculina - Mejor actuación de reparto femenina - Mejor actuación de reparto masculina - Mejor intérprete femenino en musical off - Mejor intérprete masculino en musical off - Mejor intérprete femenino en music hall, café concert y/o varieté musical - Mejor intérprete masculino en music hall, café concert y/o varieté musical - Mejor intérprete femenino en ensamble - Mejor intérprete masculino en ensamble - Mejor intérprete femenino en musical infantil/juvenil - Mejor intérprete masculino en musical infantil/juvenil - Revelación femenina - Revelación masculina Dirección - Mejor dirección general - Mejor dirección en musical off - Mejor dirección en musical infantil/juvenil - Mejor dirección musical | Libro - Mejor libro de musical argentino - Mejor adaptación y/o traducción de libro y/o letras Música y composición - Mejor música original - Mejores letras de musical argentino - Mejores arreglos musicales - Mejor música en musical infantil/juvenil - Mejor libro y/o letras en musical infantil/juvenil - Mejores arreglos vocales Coreografía - Mejor coreografía - Mejor coreografía en musical infantil/juvenil Categorías creativas - Mejor diseño de escenografía original - Mejor diseño de luces original - Mejor diseño de sonido original - Mejor diseño de vestuario original - Mejor diseño de maquillaje - Mejor producción integral Categorías retiradas - Mejor dirección de actores - Mejor actuación en music hall y/o varieté musical - Mejor actuación en infantil |

## Premios de cada edición
| Años |
| 2010 · 2011 · 2012 · 2013 · 2014 · 2015 · 2016 · 2017 · 2018 · 2019 · 2020 · 2021 · 2022-2023 · 2024 · 2025 |

## Los Premios Hugo en la Calle Corrientes: Los Musicales al aire libre
El domingo 12 de junio de 2011 desde las 15.30 horas, en un escenario montado entre Cerrito y Libertad, se sucedieron cuadros en vivo de los musicales que podrán ser nominados para la segunda entrega de los “Premios Hugo 2010/2011”,  a realizarse en el mes de octubre de ese año.
Se presentaron las producciones de “La novicia rebelde (The Sound of Music)”, “Chicago”, “Sweeney Todd, el cruel barbero de Fleet Street”, “Drácula, 20 años”, “Avenida Q”, “Boccato di Cardenale”, “El Pasajero”, “Las Mujeres de Fellini”, “La Metamorfosis”, “El Espejo”, “Eh… No sé cómo decirlo”, “Esperando la Carroza”, “El patio de la morocha”, “Cuando callan los patos”, “Sádica”, entre otras.
El evento “Premios Hugo en la calle Corrientes… Los Musicales al aire libre” contó con el apoyo del Ministerio de Cultura porteño y la Asociación Argentina de Empresarios Teatrales (AADET) y tuvo como fin celebrar, promover y estimular el teatro y el género musical en particular.
Se realizaron otras entregas de este evento en 2012, 2013, 2014, 2015 y 2017.